# Савичі Руські
Савичі Руські (пол. Sawice-Wieś, Савіце-Весь) — село в Польщі, у гміні Репки Соколівського повіту Мазовецького воєводства. Населення — 259 осіб (2011).

## Історія
1544  року вперше згадується православна церква в селі. 1728 року в селі зведено іншу церкву. 1815 року дідич села Шидловський звів нову церкву.
У 1827 році в селі налічувалося 27 домів і 157 мешканців.
У часи входження до складу Російської імперії належало до гміни Вироземби Соколівського повіту Сідлецької губернії.
За даними етнографічної експедиції 1869—1870 років під керівництвом Павла Чубинського, у селі переважно проживали римо-католики, меншою мірою — греко-католики, які здебільшого розмовляли українською мовою.
Наприкінці XIX століття в селі було 32 будинки і 284 жителі, діяла парафіяльна православна дерев'яна церква.
У 1975—1998 роках село належало до Седлецького воєводства.

## Населення
Демографічна структура станом на 31 березня 2011 року:
|          | Загалом | Допрацездатний вік | Працездатний вік | Постпрацездатний вік |
| -------- | ------- | ------------------ | ---------------- | -------------------- |
| Чоловіки | 130     | 30                 | 78               | 22                   |
| Жінки    | 129     | 21                 | 76               | 32                   |
| Разом    | 259     | 51                 | 154              | 54                   |